# 巾山东大塔
巾山东大塔，又称万年塔，是一处位于中华人民共和国浙江省台州临海市的文物保护单位，是一座位于巾山东峰的塔。2019年10月7日作为巾山塔群的一部分入选第八批全国重点文物保护单位。

## 历史
巾山顶有东、西二峰，两峰顶各有一塔，它们分别被称为大、小文峰塔。据说这大小两塔有阴阳之分，大为阳、小为阴。两塔朝夕相处，象征着吉祥和安乐。其中，东的那座即为巾山东大塔，又称万年塔。它始建于北宋，明正德三年（1508年），台州府城大火，东大塔外木构部分遭火灾烧毁。清康熙二十七年（1688年），台州知府吴本立主持重修此塔。嘉庆二十三年（1818年）四月，该塔遭雷击，后又重修。清咸丰三年（1854年），遭龙卷风袭击，与西塔一同完全毁坏。至于现在的塔，则为时任台州知府刘璈于清同治四年（1865年）倡议重建，并将其改为六面五层的楼阁式砖塔。当时，刘璈罚令庠生徐万年重建东大塔，经费由他所出。该塔由孝廉傅兆兰监造，庠生李向荣为监工，共费银2,145两。

## 结构
该塔现时保存基本完整，呈“壁内折上”结构，下部须弥座为砖砌而成，每层塔身隐出有角柱、额枋、槏柱、串枋等；腰檐用菱角牙子叠涩出跳；塔刹呈葫芦形制；螺旋而上，层层有窗。塔的第二层基座为南宋时期遗留下来的。塔门之上题“文笔冲霄”，二层壸门上题“梵音、成就、宝胜、弥陀”。塔内中空可登，内壁间有“修造郡守刘”“监工庠生李向荣”等篆隶铭文砖，一共九种。

## 文物保护情况
1983年4月15日，与巾山东、西塔以及南山殿塔以“巾山群塔”的名义公布为临海县文物保护单位。2005年3月16日，公布为第五批浙江省文物保护单位。2019年10月16日与千佛塔合并，成为第八批全国重点文物保护单位——巾山塔群的一部分。